# Psihoaktivna droga
Psihoaktivne droge ali psihoaktivne substance (pogovorno mamila ali droge) so snovi, ki primarno vplivajo na delovanje osrednjega živčnega sistema in tako vplivajo delovanje možganov, spremenijo zaznavanje, počutje, zavest in vedenje. Uporabljajo se rekreativno z namenom zabave in spreminjanja zavesti, kot enteogeni za verske obrede in duhovne namene, za povečevanje umskih zmogljivosti in terapevtsko pri zdravljenju.
Psihoaktivne droge se pogosto zlorabja, saj povzročijo spremembe v zavesti ali počutju, ki so pogosto prijetne (povzročajo evforijo), ali pa omogočajo ostale koristi (večja zbranost). Zloraba pomeni, da se droge uporabljajo v prekomernih količinah in za drugačen namen od prvotnega, pri tem uporabniki zanemarjajo tveganje in negativne posledice. Kot posledica zlorabe se zato lahko pojavi fizična in psihična odvisnost, spremembe v delovanju možganov ali ostalih organov.
Zaradi možnosti zlorabe je veliko psihoaktivnih drog prepovedanih ali pa je njihova uporaba in prodaja drugače omejena, pogoste so tudi razprave o etičnosti uporabe, večinoma z namenom zmanjšanja zlorabe drog.

## Zakonite (dovoljene) droge
- kofein
- tobak
- alkohol
- kava
- čaj

## Nezakonite droge
- naravne droge: opij, konoplja, meskalin
- polsintetične: heroin, kokain, crack
- sintetične: LSD, amfetamini, ekstazi
- marihuana, hašiš, THC
- morfin, amfetamin, ketamin

### Trde droge
Trde droge so mamila, ki povzročajo največjo fizično in psihično odvisnost. Njihovi predstavniki so:
- morfij
- heroin
- metadon
- alkohol
- kokain
- benzodiazepini